# Matrimonio igualitario en Armenia
El matrimonio igualitario en Armenia no está reconocido así como tampoco las uniones civiles. El estatus legal de los matrimonios entre personas del mismo sexo en el extranjero no está claro. El 3 de julio de 2017, el Ministerio de Justicia habría declarado que todos los matrimonios celebrados en el extranjero son válidos en Armenia, incluidos los matrimonios entre personas del mismo sexo. El artículo 143 del Código de Familia armenio establece que Armenia reconoce los matrimonios extranjeros siempre que se ajusten a la legalidad del territorio donde se realizaron y no contenga ninguna prohibición explícita de los matrimonios entre personas del mismo sexo. Por otra parte, el artículo 152 restringe la aplicación del derecho extranjero incompatible con el orden público interno. A partir de 2023, no se conocen casos de registros de matrimonios entre personas del mismo sexo en el extranjero. En 2019, el ministro de Justicia, Rustam Badasyan, afirmó que el gobierno no reconoce los matrimonios entre personas del mismo sexo.
Tras un referéndum de 2015, se ha creído en general que la Constitución de Armenia limita el matrimonio a parejas del sexo opuesto, aunque el Tribunal Constitucional nunca ha confirmado ni rechazado esta interpretación.

## Historia jurídica

### Antecedentes
El matrimonio entre personas del mismo sexo (en armenio: Նույնասեռ ամուսնություն, nuynaseṙ amusnutʿyun) no es legal en Armenia y hay poco debate público en torno al tema. El Gobierno de Armenia tiene estrechos vínculos con la Iglesia apostólica armenia, que se opone al matrimonio entre personas del mismo sexo. En agosto de 2019, el ministro de Justicia, Rustam Badasyan, afirmó que Armenia no reconoce los matrimonios entre personas del mismo sexo "a pesar de que Armenia firmó el Convenio de Estambul". Sin embargo, Badasyan también afirmó que la convivencia entre personas del mismo sexo está permitida y que la violencia contra cualquier persona es "inaceptable". Tampoco se reconocen las uniones civiles, que ofrecerían algunos de los derechos y beneficios del matrimonio. Sin embargo, Armenia está obligada, según el fallo del Tribunal Europeo de Derechos Humanos en el caso Fedotova y otros contra Rusia, a otorgar reconocimiento legal a las uniones entre personas del mismo sexo. El artículo 8 de la Convención Europea de Derechos Humanos, que garantiza el derecho a la vida privada y familiar, impone una obligación positiva a todos los Estados miembros del Consejo de Europa de reconocer las parejas del mismo sexo.
En 2006, una pareja del mismo sexo celebró una ceremonia de boda informal en la Catedral de Echmiadzin en Vagharshapat. Un artículo publicado sobre este matrimonio improvisado en el periódico 168 Zham ("168 Horas") provocó un escándalo y la indignación de los medios de comunicación conservadores locales, los políticos y los funcionarios religiosos.
En diciembre de 2017, el padre Vazken Movsesian, que sirve en la Diócesis de Occidente de la Iglesia Apostólica, con sede en California, expresó su apoyo personal al matrimonio entre personas del mismo sexo, convirtiéndose en uno de los defensores más destacados del matrimonio entre personas del mismo sexo en el iglesia. En una entrevista con Equality Armenia, Movsesian comparó la persecución histórica de los armenios por parte de Turquía con la persecución que enfrentan las personas LGBT. Señaló: "Hemos sido perseguidos porque no fuimos aceptados, porque éramos diferentes. Como cristiano armenio, ¿cómo puedo cerrar los ojos ante lo que está sucediendo en el mundo? Y no es sólo en Armenia, sino en todas partes, esta intolerancia".

### Restricciones legales

#### Código de la Familia
El artículo 10 del Código de Familia, adoptado en 2004, establece que el matrimonio requiere "el mutuo consentimiento voluntario de un hombre y una mujer". El artículo 11, que enumera varios matrimonios prohibidos (incluida la bigamia, los matrimonios entre parientes cercanos y los matrimonios entre adoptantes y adoptados), no contiene prohibiciones explícitas sobre los matrimonios entre personas del mismo sexo.
El 18 de octubre de 2017, el diputado Tigran Urikhanyan, del partido Armenia Próspera, propuso un proyecto de ley para introducir una prohibición explícita de los matrimonios entre personas del mismo sexo en el Código de Familia. El 15 de noviembre de 2018, el Gobierno armenio expresó su oposición al proyecto de ley, afirmando que el Código de Familia ya prohíbe el reconocimiento de los matrimonios entre personas del mismo sexo. "La Constitución de Armenia ya define que el matrimonio sólo es posible entre una mujer y un hombre. Además, según el Código de Familia, el matrimonio es posible en caso de consentimiento recíproco de un hombre y una mujer y si tienen 18 años", dijo Arsen Manukyan, Viceministro de Trabajo y Asuntos Sociales. La Asamblea Nacional rechazó el proyecto de ley en noviembre de 2019, calificándolo de "redundante", al tiempo que rechazó un proyecto de ley que habría prohibido explícitamente la adopción por parejas del mismo sexo.

#### Enmienda constitucional
La Constitución de Armenia fue enmendada mediante un referéndum en 2015 para decir:

Artículo 35. Libertad para contraer matrimonio
1. Una mujer y un hombre que hayan alcanzado la edad mínima para contraer matrimonio tendrán derecho a casarse y formar una familia con libre expresión de su voluntad. La edad mínima para contraer matrimonio y el procedimiento para el matrimonio y el divorcio estarán prescritos por la ley.
2. La mujer y el hombre tienen iguales derechos en el matrimonio, durante el matrimonio y en su disolución.
3. La libertad para contraer matrimonio sólo puede restringirse por ley con el objetivo de proteger la salud y la moral.

Muchos políticos han afirmado que el texto constitucional prohíbe el matrimonio entre personas del mismo sexo. Por otro lado, los miembros de la Comisión de Venecia, al analizar el proyecto de constitución, dijeron que la redacción "no debe interpretarse como un obstáculo legal al reconocimiento de los matrimonios entre personas del mismo sexo". Argam Stepanyan, director de la Agencia de Registro de Actas del Estado Civil, una división del Ministerio de Justicia, dijo más tarde en una entrevista que no existe ninguna prohibición constitucional sobre el matrimonio entre personas del mismo sexo en Armenia. Varios políticos y activistas de derechos humanos han dicho que la redacción "señala" el derecho de un hombre y una mujer a casarse, pero no establece explícitamente que el matrimonio sea entre un hombre y una mujer.

### Reconocimiento de matrimonios celebrados en el extranjero
El 3 de julio de 2017, el Ministerio de Justicia habría declarado que todos los matrimonios celebrados en el extranjero son válidos en Armenia, incluidos los matrimonios entre personas del mismo sexo. Según el Código de Familia, los matrimonios entre ciudadanos armenios y aquellos entre ciudadanos armenios y extranjeros o apátridas, que hayan sido registrados fuera de Armenia, son válidos dentro del país después de la legalización consular. El código no hace referencia al sexo de los cónyuges casados y estipula que los matrimonios registrados en otro país, que estén de acuerdo con la legislación de ese estado en particular, son válidos en Armenia siempre que también cumplan con el orden público armenio. Hasta 2023, el Comité de Estadística de Armenia no ha documentado ni un solo caso de reconocimiento de un matrimonio entre personas del mismo sexo en el extranjero.

## Opinión pública
Una encuesta de 2017 del Pew Research Center mostró que el 91% de los armenios estaba a favor de la posición de la Iglesia Apostólica de no celebrar matrimonios entre personas del mismo sexo, mientras que el 4% no estaba de acuerdo.